# Samuel Rowley
Samuel Rowley foi um dramaturgo e ator inglês do século XVII.
Rowley aparece pela primeira vez em um documento histórico como sócio de Philip Henslowe, no final dos anos de 1590. Parece que no princípio era um ator, talvez um partícipe, em The Admiral's Men, que interpretavam no Teatro La Rosa.
Depois de 1598, assumiu responsabilidades fora de cena, ajudando Henslowe e Edward Alleyn a dirigir os assuntos da companhia. Continuou, não obstante, atuando até 1617, quando aparece nas "tramas" das obras incluindo Frederick e Basilea (como Heraclius), The Battle of Alcazar (como um embaixador), e 1 Tamar Cam. Permaneceu com a companhia através dos patrocínios sucessivos do príncipe Henrique e Frederico V, Eleitor Palatino.